# Malé
Malé (divehi: މާލެ, "Maa-lay"), a Maldív-szigetek fővárosa és legnagyobb városa.

## A név eredete
A Malé szó a szanszkrit Mahaalay szóból ered.

## Története
A Maldív-szigetek lakossága indiai, szingaléz és maláj volt, melyet a középkorban itt letelepedő arab kereskedők fokozatosan iszlamizálták.
1153-ban szervezték meg a szultanátust, mely a 16. században a ceyloni Kandy királyság "vazallusa" lett, majd 1887-ben a Maldív-szigetek is brit védnökség alá került.
Ceylon függetlenségének kikiáltása után a szultán kérésére továbbra is brit protektorátus maradt. 1965-ben nyerte el függetlenségét, 1968-ban a köztársasági államformát választotta.

## Gazdasága
A főváros Malé egyben a szigetcsoport egyetlen városa, gazdasági központja és forgalmasabb kikötője is.
Malé gazdasága főképp a halászatra, halfeldolgozásra épül. Legfontosabb kiviteli cikke a szárított hal és a halkonzerv.
A halfeldolgozáson kívül számottevő még textilipara és a kopra (a kókuszdió szárított bele) feldolgozása, ezen kívül a halászathoz kapcsolódó háló- és csónakkészítés.
A fővároson keresztül zajlik az idegenforgalom, mely a lakosságot jelentősebb bevételhez juttatja.
Repülőterének Srí Lankával és Indiával van legélénkebb kapcsolata.

## Földrajz
Malé az Indiai-óceánból kiemelkedő, Srí Lankától 650 km-re délnyugatra fekvő Maldív-szigetek főszigetén fekszik. Az atollokból (korallképződmények) álló gyűrű alakú szigetecskék alig emelkednek a tenger szintje fölé. Legmagasabb pontja a Male-atoll, melynek tengerszint feletti magassága 2,4 méter. A mintegy 2000 szigetből álló szigetcsoport szigeteiből mindössze 192 lakott, de számottevő települése a fővároson kívül nincs a Maldív-szigeteknek.

### Éghajlat
A szigetcsoport az egyenlítői övbe tartozik, évi középhőmérséklete 27 Celsius-fok, de a leghidegebb hónap középhőmérséklete sem alacsonyabb 24 Celsius-foknál.
A csapadék mennyisége évi 2000 mm, ennek következtében buja, trópusi növényzet található itt. A legelterjedtebb haszonnövény itt a kókuszpálma.
| Hónap                         | Jan. | Feb. | Már. | Ápr. | Máj. | Jún. | Júl. | Aug. | Szep. | Okt. | Nov. | Dec. | Év   |
| ----------------------------- | ---- | ---- | ---- | ---- | ---- | ---- | ---- | ---- | ----- | ---- | ---- | ---- | ---- |
| Rekord max. hőmérséklet (°C)  | 34,0 | 34,0 | 35,0 | 36,0 | 36,0 | 35,0 | 35,0 | 35,0 | 35,0  | 34,0 | 35,0 | 34,0 | 36,0 |
| Átlagos max. hőmérséklet (°C) | 30,0 | 30,4 | 31,2 | 31,5 | 31,0 | 30,5 | 30,4 | 30,2 | 30,0  | 30,0 | 30,1 | 29,9 | 30,4 |
| Átlaghőmérséklet (°C)         | 28,0 | 28,3 | 28,9 | 29,2 | 28,8 | 28,3 | 28,2 | 28,0 | 27,8  | 27,8 | 27,7 | 27,8 | 28,2 |
| Átlagos min. hőmérséklet (°C) | 26,4 | 26,6 | 26,8 | 27,4 | 27,2 | 26,8 | 26,6 | 26,5 | 26,1  | 26,2 | 26,3 | 26,1 | 26,6 |
| Rekord min. hőmérséklet (°C)  | 25,0 | 25,0 | 26,0 | 26,0 | 25,0 | 26,0 | 25,0 | 26,0 | 25,0  | 25,0 | 25,0 | 25,0 | 25,0 |
| Átl. csapadékmennyiség (mm)   | 75   | 49   | 72   | 131  | 215  | 171  | 147  | 187  | 242   | 222  | 201  | 291  | 2003 |
| Átl. páratartalom (%)         | 78   | 77   | 77   | 78   | 80   | 81   | 79   | 81   | 81    | 82   | 82   | 81   | 80   |
| Havi napsütéses órák száma    | 248  | 259  | 279  | 246  | 223  | 201  | 226  | 210  | 201   | 235  | 225  | 220  | 2773 |
| Forrás: Hong Kong Observatory |      |      |      |      |      |      |      |      |       |      |      |      |      |

## Nevezetességek
- Műemlék épülete kevés van Malénak, de annál több a mecset és a minaret, a város egyházi és világi épületei is arab hatásúak.
- Az épületek közül a leglátványosabb gazdag díszítéseivel az egykori szultáni palota az úgynevezett Péntek mecset.

## Testvérvárosok
- Colombo, Srí Lanka
- Kaohsziung, Tajvan